# Porta alla Croce
La porta alla Croce è una delle porte monumentali superstiti delle mura duecentesche di Firenze. Si trova in piazza Beccaria, una delle isole di traffico create nell'Ottocento con i viali di Circonvallazione.

## Storia
La croce che le dà il nome, chiamata "croce al Gorgo", si trovava un po' più verso l'Arno e ricordava, secondo la tradizione, il luogo in cui il protomartire fiorentino san Miniato venne decapitato: da qui si sarebbe rialzato e presa la propria testa sottobraccio si sarebbe incamminato fino alla collina sull'altra parte dell'Arno dove sarebbe sorta la basilica di San Miniato al Monte. Il gorgo a cui si riferisce era un'ansa dell'Arno un tempo situata nei pressi di piazza Piave.

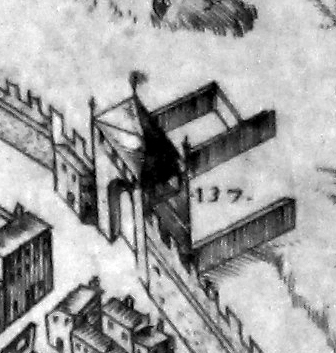
La porta coi suoi annessi nella pianta del Buonsignori (1594)

La porta sorge oggi isolata a segnare il centro della grande piazza definita nell'ambito del piano di rinnovamento della città dovuto a Giuseppe Poggi negli anni di Firenze Capitale (1865-1871). Come negli altri casi di porte cittadine la costruzione originaria (che si suppone dovuta ad Arnolfo di Cambio e databile al 1284) subì nel tempo varie trasformazioni, la più vistosa nel Cinquecento, con la sua riduzione in altezza in occasione dell'assedio del 1529-1530, finalizzata ad adeguare il sistema difensivo alle nuove armi da guerra e in particolare per risultare meno vulnerabile ai cannoneggiamenti.
Nel 1813 l'architetto Luigi de Cambray Digny vi aggiunse due corpi di guardia e successivamente l'architetto Paolo Veraci due portici dalla parte della campagna (anche questi elementi demoliti nel 1865).
Sulla piazza adiacente sorgeva la stazione ferroviaria di Porta alla Croce, demolita nel 1896, presso la quale era presente il capolinea della tranvia del Chianti.
La porta appare nell'elenco redatto nel 1901 dalla Direzione generale delle antichità e belle arti, quale edificio monumentale da considerare patrimonio artistico nazionale.

## Descrizione
Nella lunetta interna, come nella maggior parte delle altre antiche porte superstiti, a ribadire come il territorio fosse stato posto sotto la protezione della Vergine, è un affresco cinquecentesco (staccato e sostituito da una riproduzione, l'originale è nella biblioteca delle Oblate) raffigurante la Madonna col Bambino e i santi Giovanni Battista e Ambrogio, attribuito a Michele di Ridolfo del Ghirlandaio.
Sul lato che guarda in direzione dell'Arno è una grande lapide di marmo rosso posta sotto la croce del Popolo fiorentino, commemorativa dei caduti del rione nella guerra 1915-1918 e, in basso (sempre pertinente alla memoria), una piccola fontana con al lato vari ferri da bandiera (il tutto in un deplorevole stato di conservazione), l'insieme inaugurato nel 1925 e nel dopoguerra epurato dagli emblemi fascisti della parte centrale.
La lapide riporta in alto al centro:
| + CADDERO NELLA GVERRA RIVENDICATRICE E PER LA GRANDEZZA D'ITALIA |

Seguono poi sei colonne di nomi su pannelli in marmo rosa, in ordine di grado e alfabetico (con qualche aggiunta fuori ordine nelle parti inferiori), alcuni in parte illeggibili; in basso poi una fontanella con protome leonina e la data ANNO VII, ovvero 1928.
Sul lato che guarda alla città è un'iscrizione del 1310 con una disposizione che riporta i dati sulle dimensioni che allora aveva la struttura (porta, mura, fosso, spianato e strade interna e esterna) in braccia fiorentine, accompagnata dal giglio di Firenze e dalla croce del Popolo. La lapide è stata sostituita da una riproduzione (in cui è stata ricreata l'originale policromia) dopo i restauri del 2018, e l'originale ricoverato nei depositi del Museo di San Marco.
| ANNI · DNI · MCCCX · IDICTIOE · VIII · LAVIA · DEL COMVNE DENTRO · ALE MVRA · E BR. XVI · ELEMVRA · GROSSE BR. III ET MEZZO · E FOSSI · ANPII · INBOCCHA COLGIETTO · BR. XXXV · ELAVIA · DI FVORI SVLEFOSSE · BR. XIII ET MEZZO · ELEFOSSETTE DALAVIA · ALECAMPORA · BR. II ET MEZZO · E COSI DEESSERE · INTVTTO · BR. LXX ' ET MEZZO |

Dal lato verso la campagna, al di sopra dell'arco, è un'ulteriore lapide in marmo con una lunga iscrizione dettata dal "sig. Cav. Zannoni antiquario regio" (Firenze 1850), in ricordo delle nuove strade verso il Casentino e la Romagna tracciate nel 1817 per volontà del granduca Ferdinando III di Lorena.
| FERDINANDO · III · M. E. D. PARENTI · CIVIVM QVOD · AN. M · DCCC · XVII AD · QVAESTVM · PAVPERIBVS · IN · FRVGVM · STERILITATE SVPPEDITANDVM IVVANDVMQVE · COMMERCIVM NOVAS · VIAS · SVMPTV · INGENTI · APERVERIT PER · QVAS · HINC · AD · VALLEM · ARNI · SVPERIOREM CASENTINVM · ROMANDIOLAM · VEHICVLARE · PATERET · ITER ITEMQVE · HANC · PORTAM · INSTAVRAVERIT SQVALENTIBUSQ · PROPE · EAM · DIRVTIS · AEDIFICIIS ATQVE · INTROITVS · EXITVSQ · ACCLIVITATE · COMPLANATA ELEGANTIOREM · OPPORTVNIOREMQ · REDDIDERIT FLORENTIA · PRINCIPI · OPTIMO · MVNIFICENTISSIMO · |

La traduzione è: "Ferdinando III Granduca di Toscana, padre dei cittadini, perché nell'anno 1817, per assicurare un guadagno alle classi diagiate in periodi di raccolti scarsi e favorire il commercio, aprì con grande impegno di spesa nuove vie attraverso le quali vi fosse un collegamento di strada carrozzabile da qui alla valle superiore d'Arno, al Casentino e alla Romagna e perché contemporaneamente fece restaurare questa porta e la rese più elegante e funzionale, facendo abbattere gli edifici degradati che le stavano accostati e pareggiando il livello dell'ingresso e dell'uscita. Firenze all'ottimo muneficentissimo principe."
All'interno si trovano anche una pietra miliare che segna la distanza da piazza dell Signoria (1,540 km) e una memoria segna il livello delle acque raggiunte duranbte l'alluvione di Firenze del 1966.

## Bibliografia

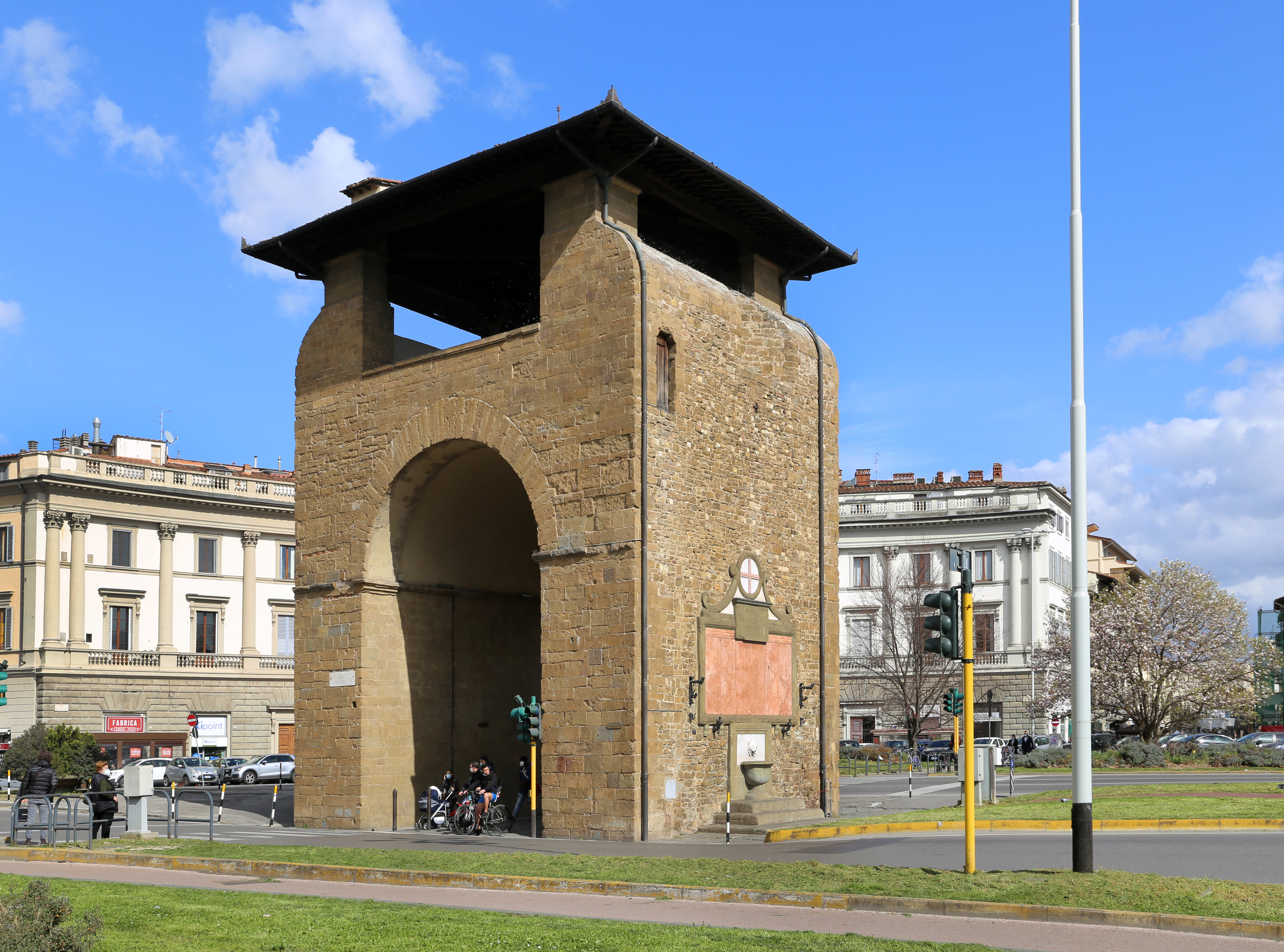
Veduta di lato

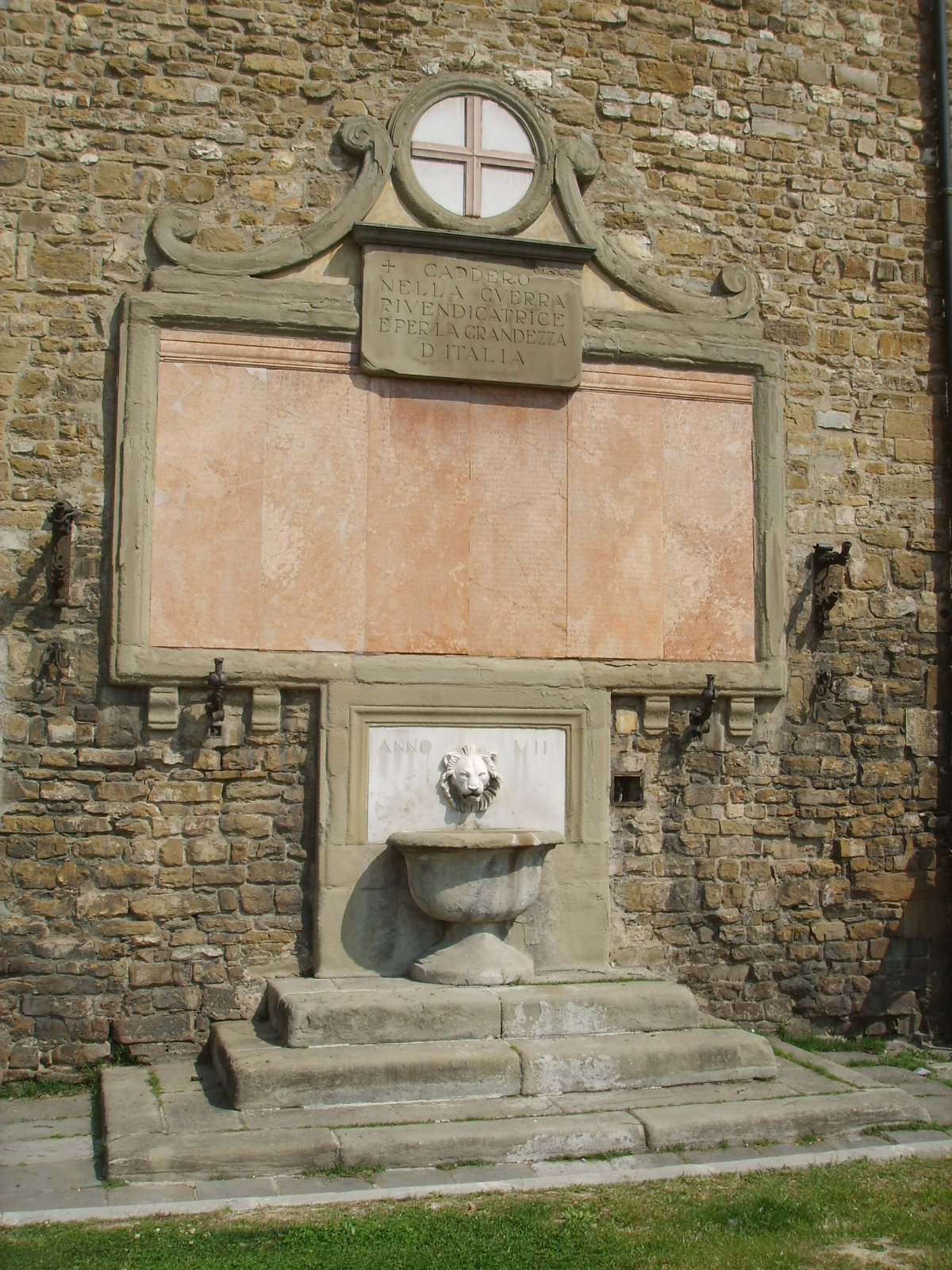
La fontana e il ricordo dei caduti